# Rafael Septién
José Rafael Septién (Ciudad de México, 12 de diciembre de 1953) es un exjugador de fútbol americano. Jugó en la posición de placekicker (pateador) en la National Football League. Es hijo del jugador mexicano Carlos Septién.

## Breve biografía
Inicialmente jugó en el equipo de fútbol americano de los Louisiana-Lafayette Ragin' Cajuns, siendo seleccionado en el draft de la NFL  de 1977 por los New Orleans Saints, para ser cambiado antes de comenzar la temporada regular a Los Angeles Rams. Al expirar su contrato de un año con los Rams fue contratado por los Dallas Cowboys donde jugó desde 1978 hasta 1986. Durante los nueve años que jugó con los Cowboys fue el líder anotador de ese equipo. 
Durante su estadía con los Cowboys (1978-1986), logró conectar 162 goles de campo en 226 intentos; también anotó 388 puntos extras.  Durante el Super Bowl XIII, Septien logró conectar un gol de campo de 27 yardas en el tercer cuarto y a lo largo del partido logró hacer buenos cuatro puntos extras, pero los Dallas Cowboys perdieron ante los Pittsburgh Steelers por marcador de 35-31. Fue seleccionado al Pro Bowl al finalizar la temporada de 1981.
Finalmente Septién se retiró de la NFL en 1986; pero del profesionalismo del fútbol americano no se retiró hasta después de 1994 en México ya que jugó para la Liga Nacional de Fútbol Americano Profesional de México "Master" en el Equipo Caballeros Rojos en Toluca.
Septien fue elegido como parte del equipo del 40.º aniversario de los Cowboys en el año 2000.   
Septién fue originalmente un jugador de fútbol, logrando jugar para las fuerzas básicas del Club América de 1972 a 1974 pero nunca fue un jugador titular de manera regular, así que decidió poner su objetivo para jugar en la NFL.
El 22 de enero de 1987, un gran jurado del Condado de Dallas, Texas lo acusó de mal manejo de un menor de edad. Septién se declaró culpable el 9 de abril de 1987, bajo un  cargo de indecencia con un niño en un acuerdo con los fiscales que le llevó a una pena de libertad condicinal aplazada por 10 años y una multa de 2.000 dólares.
Actualmente vive en la ciudad de Cancún, Quintana Roo, México. Trabaja en el Hotel Fiestamericana Coral Beach de Cancún.

## Carrera profesional

### New Orleans Saints
Rafael Septién fue seleccionado por the New Orleans Saints en la décima ronda (258° general) en el Draft de la NFL en 1977 pero fue liberado eln agosto 31.

### Los Angeles Rams
El 16 de septiembre fue firmado como agente libre por Los Angeles Rams. Hizo 18 goles de campo de 30 posibles. Su porcentaje de 60% fue el 4° mejor promedio en la NFC y fue nominado al equipo de novatos. El 28 de agosto de 1978, Septién fue liberado después de la pretemporada final para dar espacio al escogido para la tercera ronda Frank Corral quién se destacaría como novato del año.

### Dallas Cowboys
El 30 de agosto de 1978, Septién firmó como agente libre para los Dallas Cowboys, que tenían como pateador al novato Jay Sherrill en el roster, después que el All-Pro Efrén Herrera fue negociado a los Seattle Seahawks con un buen contrato. Mostró una pierna fuerte para la patada siendo segundo en anotaciones en la NFC, Jugó en el super Bowl XIII, haciendo un gol de campo de 27 yardas en el tercer cuarto y anotando cuatro goles en la derrota de 35-31 ante los Pittsburgh Steelers.
En 1979 finalizó 3° en anotaciones en la NFC, n 1980 hizo el récord de la franquicia con 59 puntos extras siendo quinto en anotaciones en la NFC.
En 1981, recibió al final de la temporada honores de Pro Bowl, después de empatar a Eddie Murray el liderato de la liga y récord de la franquicia para 121 puntos., 27 goles de campo y nueve goles de campo directos. Se convirtió en líder de todos los tiempos de goles de campo con los Cowboys,
En 1982 fue el líder anotador de todos los tiempos, rompiendo el récord de Bob Hayes de 456 puntos. También hizo el gol de campo más largo de su carrera con 53 yardas contra los Houston Oilers. Su gol de 50 yardas contra Green Bay Pakcers empató a Garo Yepremian como el segundo más largo en la historia de los playoff.

### Denver Broncos
El 14 de junio de 1989, fue firmado como agente libre por los Denver Broncos después de estar fuera del futbol por dos años, pero liberado en agosto 29